# 卡洛斯·卡萨米克拉
卡洛斯·奥拉西奥·卡萨米克拉（1948年6月9日—2020年9月12日），阿根廷农业工程专家、政治人物。曾任阿根廷农业部长。

## 生平
1948年生于内格罗河省別德馬，1973年毕业于拉普拉塔国立大学。他曾在圣马丁将军国立大学和西班牙马德里自治大学进修地方经济发展学。1974年进入国立农业技术研究所工作，从事表土研究。1980年回到家乡的內格羅河上谷实验站工作。他主要研究果園的灌溉需求，1984年至1990年担任实验站站长。他主持了阿根廷果樹重组研究项目，发表有15篇论文。
1990年，他升任国家农牧业技术研究院北巴塔哥尼亚分院院长。2003年9月，任国家食品安全与质量局副局长。2009年，胡利安·多明格斯担任农业部长后，他被任命为国家农牧业技术研究院院长。2013年11月，任农牧渔业部部长。2014年11月访华，与时任国家粮食局局长任正晓会见。2015年12月卸任。2020年9月12日因2019冠状病毒病逝世。